# A Brandela
A Brandela es un lugar español situado en la parroquia de Graña, del municipio de Junquera de Ambía, en la provincia de Orense, Galicia.

## Demografía
| Gráfica de evolución demográfica de A Brandela entre 2000 y 2019 |
|                                                                  |
| Datos según el nomenclátor publicado por el INE.                 |